# Daniel Reyes (boxe anglaise)
Ne pas confondre avec le footballeur Daniel Reyes
Daniel Reyes est un boxeur colombien né le 5 mai 1972 à Carthagène.

## Carrière
Quart de finaliste aux jeux olympiques d'Atlanta en 1996 dans la catégorie poids mouches, il passe professionnel quelques mois plus tard et remporte le titre national des poids pailles en 1997. Reyes devient champion du monde IBF de la catégorie le 4 octobre 2003 après sa victoire contre Edgar Cardenas par arrêt de l'arbitre au 6e round. Il bat ensuite Roberto Carlos Leyva en 3 rounds puis perd son titre aux points face à Muhammad Rachman le 14 septembre 2004. Il met un terme à sa carrière sportive en 2009 sur un bilan de 40 victoires, 7 défaites et 1 match nul.